# Weißelsdorf
Die Familie von Weißelsdorf war ein frühes Rittergeschlecht im Hofer Raum.

## Geschichte
Die Geschichte der Familie von Weißelsdorf im Hofer Raum reicht zurück bis in die Gründungszeit der Stadt Hof. Sie zählte wie die Feilitzsch, Murring oder Rabensteiner zu den Familien, die mit einem Rittersitz innerhalb der Ummauerung Hofs von der ersten Hälfte des 13. Jahrhunderts an vertreten waren. In der Geschichte der Stadt Naila sind die Weißelsdorf als Lehensnehmer der Vögte von Weida in der ersten Erwähnung des Ortes zu finden. Sie wurden auch in weiteren Ortschaften nordwestlich von Hof genannt, auch bei der ersten Erwähnung von Köditz 1359. 1438 erschienen die Weißelsdorfer letztmals in einer Fehde mit Heinrich von Witzleben.
Der Genealoge Alban von Dobeneck ist von einer Stammesverwandtschaft der Weißelsdorfer mit der Familie von Sparneck ausgegangen und hat in diesem Zusammenhang urkundliche Erwähnungen zusammengetragen, ohne allerdings genauere familiäre Verbindungen untereinander oder zu den von Sparneck skizzieren zu können. Er nennt neun Familienmitglieder in der Zeit von 1257 bis 1379, darunter Kunz von Weißelsdorf als Vogt in Sparneck und späterer Spitalmeister in Hof, Kunrad als Hofer Pfarrer und eine nicht näher bezeichnete Frau von Weißelsdorf im Kloster Hof. Auf der Suche nach der weiteren Verbreitung und dem vielleicht namensgebenden Stammsitz konnte Hans Hofner den Ort Weißendorf ausschließen, da die dortigen Archive keinerlei Hinweise auf die Familie bieten. Eine schlesische Familie von Weißdorf im Raum Brieg hat als Wappen einen nach rechts aufrecht schreitenden Löwen mit erhobenen Pranken.

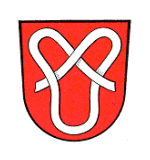
Gemeindewappen von Weißdorf

Gegen eine Verwandtschaft der Weißelsdorfer mit den Sparneckern spricht der Umstand, dass die Weißelsdorfer mehrheitlich in Hof und im Raum nordwestlich davon ansässig waren und Gemeinsamkeiten mit dem ähnlich lautenden Ort Weißdorf aufgrund der Besitzverhältnisse nahezu auszuschließen sind. Dennoch erinnert aufgrund der angenommenen Beziehungen das Wappen der Gemeinde Weißdorf an das Geschlecht.

## Wappen
Das Wappen derer von Weißelsdorf ist durch mehrere Siegel überliefert. Wahlweise als Helmzier oder als Wappenmotiv ist ein Gebilde in Form einer Brezel zu sehen. Kurzzeitig tauchte in der Region eine Familie von Buester auf, die ein identisches Wappen führte und daher als stammesverwandt angenommen wird. Das heutige Gemeindewappen von Weißdorf ist ein ähnlich geformtes silbernes Band auf rotem Grund.